# Yangchon-myeon
Yangchon-myeon (koreanska: 양촌면) är en socken i kommunen Nonsan i provinsen Södra Chungcheong i den centrala delen av Sydkorea, 160 km söder om huvudstaden Seoul.